# Skyjacked
Skyjacked (conocida en español como ¡Alarma! Vuelo 502 secuestrado en España, Vuelo 502 en peligro en Argentina y México, y Vuelo 502: En peligro en Uruguay y Venezuela) es una película de desastres de 1972 dirigida por John Guillermin. Está protagonizada por Charlton Heston, James Brolin e Yvette Mimieux. Está basada en la novela Hijacked de David Harper.
Esta fue la última película de la actriz Jeanne Crain y el debut cinematográfico de varios actores y actrices, incluidos Susan Dey y Roosevelt "Rosey" Grier.
Skyjacked explora los dramas e interacciones personales que se desarrollan entre los personajes de la historia durante una crisis que pone en peligro sus vidas.

## Sinopsis
Durante un vuelo de rutina a Minneapolis, una pasajera (Susan Dey) a bordo del vuelo 502 de Global Airways, un Boeing 707, descubre una amenaza de bomba escrita con lápiz labial en el espejo de un baño de primera clase. El capitán Hank O'Hara (Charlton Heston) cree que es un engaño, pero cuando una segunda amenaza escrita a mano se deja en la bandeja de servicio de una azafata, se convence de que se tome en serio las amenazas crípticas y sigue las instrucciones: "Bomba en el avión desviar a Anchorage, Alaska. Sin bromas, sin trucos. Muerte ", por lo cual cambia de rumbo hacia allí. Para evitar la descompresión explosiva si estalla una bomba, vuela a menor altitud, aumentando el consumo de combustible.
El capitán ignora la advertencia de un pasajero, quien sospecha que su compañero de asiento se comporta de manera errática y puede ser el secuestrador. El clima en Anchorage es tan malo que se llama a un especialista en aproximaciones controladas desde tierra de la Fuerza Aérea de los Estados Unidos (Claude Akins). Su radar muestra una pequeña aeronave con falla de radio que se acerca a la misma pista, pero el vuelo 502 tiene muy poco combustible para circular . O'Hara ve a la otra aeronave en el último momento y logra evitar una colisión y aterrizar con seguridad. 
Una vez en tierra, los pasajeros intentan desarmar a Weber, un veterano de Vietnam enloquecido por el trauma de la guerra. Ya sea que tenga una bomba o no, Weber ciertamente está armado con pistolas y granadas y se las arregla para luchar contra un intento de otros pasajeros de desarmarlo y amenaza con detonar una granada en su mano si alguien intenta interferir con sus planes.
Weber es llevado a la cabina del piloto donde exige. Mientras el secuestrador está ocupado asumiendo el control, la azafata principal (Yvette Mimieux) supervisa la fuga de los pasajeros de la clase económica mediante un tobogán de emergencia. Weber se indigna, pero permite que los pasajeros restantes y tres azafatas se vayan. Mantiene al resto de la tripulación como rehenes y a la mayoría de los pasajeros de primera clase, incluido un senador estadounidense (Walter Pidgeon) y una mujer embarazada (Mariette Hartley) que ha tenido un parto prematuro debido a la crisis. Un agente federal intenta escabullirse a bordo, pero Weber lo atrapa y lo mantiene como rehén. Weber exige que lo lleven en avión a Moscú, donde tiene la intención de desertar a la Unión Soviética.
Aunque los soviéticos niegan el acceso a su espacio aéreo, Weber, cada vez más agitado, obliga a los pilotos a continuar. Cuando ingresan al espacio aéreo soviético, O'Hara ordena que el tren de aterrizaje y los flaps se bajen a una configuración de aterrizaje completa y transmite su situación al control terrestre. El avión está rodeado por aviones de combate soviéticos que finalmente lo escoltan al aeropuerto de Moscú. Pueden aterrizar en Moscú, pero se le ordena que se detengan antes de llegar a la terminal mientras soldados armados rodean el avión.
La tripulación y los pasajeros restantes finalmente son liberados, dejando a O'Hara y Weber como los últimos a bordo. Weber, quien había albergado fantasías de ser recibido por los soviéticos como un héroe, está jubiloso de haber aparentemente logrado sus sueños y se regodea con O'Hara de que nunca poseyó una bomba. Pero cuando se da cuenta de que las fuerzas soviéticas están rodeando el avión para atacarlo y no darle la bienvenida, se pone una bandolera de granadas y se prepara para abrir fuego. Cuando O'Hara intenta intervenir, Weber le dispara y lleva al capitán por la escalera aérea hasta la pista de aterrizaje. Mientras los soldados se preparan para disparar y Weber saca un alfiler de una granada, O'Hara logra empujar al secuestrador lejos de él. Weber recibe un disparo y cae sobre su propia granada que detona, muriendo instantáneamente. O'Hara sobrevive y es llevado en camilla. Mientras mira hacia el cielo, sonríe con alivio al ver otro avión que acaba de despegar.

## Producción
Los derechos cinematográficos fueron comprados por Walter Seltzer. El protagonista fue Charlton Heston, que había hecho cuatro películas con Seltzer.

## Recepción
AH Weiler, de The New York Times, fue en general positivo: "... una situación cinematográfica melodramática básicamente estándar puede resultar divertida y, en ocasiones, apasionante. El secuestro aéreo es un hecho impactante de la vida en estos días y Skyjacked, un thriller sencillo y directo, que, si no recuerdo mal, es el primero en este género, lo trata sin glamour y como la locura que es. . . . John Guillermin, el director, maneja una trama esencialmente familiar con velocidad y eficiencia".

### Taquilla
La película fue uno de los mayores éxitos de MGM de 1972, junto con Shaft y Kansas City Bomber.